# Lockhart Leith
John Lockhart Leith (ur. 2 czerwca 1876 w Paddington w Londynie, zm. 30 listopada 1940 w Ashampstead) – brytyjski szermierz, członek brytyjskiej drużyny olimpijskiej w 1908 roku.

## Biografia
Lockhart Leith urodził się jako syn sędziego pokoju w Ashby-de-la-Zouch Waltera Leitha. W 1890 po ukończeniu szkoły marynarki wojennej dołączył do załogi HMS Britannia. W 1898 uzyskał stopień porucznika a następnie w 1902 został przeniesiony na okręt HMS Duke of Wellington. W 1904 został dowódcą okrętu HMS Dasher. W 1910 został komandorem a w 1916 kapitanem. Służył w Royal Navy podczas I wojny światowej. W 1917 został odznaczony Orderem Wybitnej Służby. W 1919 został nagrodzony Orderem św. Michała i św. Jerzego. Otrzymał również Gwiazdę 1914–15 i Medal Zwycięstwa. W 1920 otrzymał amerykańskie odznaczenie wojenne – Krzyż Marynarki Wojennej. W 1922 przeszedł na wojskową emeryturę. Zmarł w 1940 po przejściu operacji. 